# Superman (Terra-Due)
Superman di Terra-Due è un personaggio dei fumetti statunitensi pubblicati da DC Comics. Esordì nella serie a fumetti Justice League of America n. 73 (agosto 1969). È una versione alternativa di Superman, appartenente ad un'altra Terra di nome Terra-Due. Diversamente da Superman viene raffigurato come un uomo molto più maturo, con i capelli brizzolati e il suo nome di nascita kryptoniano è Kal-L.

## Biografia del personaggio
Durante la conclusione del periodo noto come Golden Age, verso la fine degli anni cinquanta, la maggior parte delle serie a fumetti di supereroi della DC Comics interruppe le pubblicazioni. Il periodo successivo, noto come Silver Age, vide l'esordio di personaggi come Flash e Lanterna Verde rinnovati per adeguarsi ai nuovi tempi, ignorando o abbandonando la continuity storica e creando così una precisa spaccatura tra le due ere. Fu così stabilito che i personaggi dei due periodi vivevano rispettivamente sulla Terra-2 e la Terra-1, cioè pianeti simili alla Terra facenti parte di universi paralleli separati situati all'interno del Multiverso.
Ci furono delle eccezioni, come Superman, la cui storia continuò senza interruzioni fin dal suo debutto sul primo numero di Action Comics nel 1938. Questo generò un problema di coerenza nella continuity, in quanto Superman era un membro della Justice Society of America su Terra-2 e, allo stesso tempo, anche della Justice League of America su Terra-1. Si stabilì quindi che esistevano due Superman, il primo - quello della Silver Age - era Kal-El dalla Terra-1, mentre il secondo - quello della Golden Age - era Kal-L dalla Terra-2.
Furono inserite delle piccole differenze notabili nei due personaggi per rendere la distinzione più chiara: i nomi dei personaggi Kal-El, Jor-El e Jonathan e Martha Kent della Terra-1 divennero rispettivamente Kal-L, Jor-L e John e Mary Kent sulla Terra-2 mentre l'emblema a forma di lettera "S" sul petto di Superman venne disegnato in maniera leggermente diversa. Storie con entrambe le versioni di Superman mostravano quello della Golden Age più vecchio dell'altro, venendo illustrato come un uomo di mezz'età con i capelli bianchi ai lati delle tempie, mentre la sua controparte di Terra-1 era un uomo giovanile dei tempi moderni. Questo permise di rendere coerenti le storie di Superman della Golden Age riportandolo nella continuity ma inserì anche un secondo Superman che non era quello della linea temporale corrente con numerose differenze tra i due, cioè fra Kal-L e Kal-El: per esempio, Kal-L rivelò la sua vera identità alla donna che amava, Lois Lane di Terra-2 con cui si sposò.

### Alleati
A differenza del Superman di Terra-1, Kal-L fu considerato il primo eroe della storia di Terra-2, in quanto fu il primo ad indossare un costume colorato e a fare sfoggio delle sue abilità superumane. Clark ricevette un po' di addestramento dalla sua controparte di Terra-1 negli anni dell'adolescenza. Combatté contro il male, inizialmente su scala locale, cioè nella città di Metropolis; più avanti nella sua carriera, considerò prima tutti gli Stati Uniti d'America e poi il mondo intero, sotto la sua protezione. Nel novembre 1940, Superman divenne un membro fondatore della Justice Society of America; ci si riferì a lui come "membro onorario" insieme a Batman durante il primo incontro della Society. Successivamente comparve in due avventure con la sua squadra durante gli anni quaranta e la aiutò numerose volte retroattivamente come membro della All-Star Squadron durante la seconda guerra mondiale. Costruì una cittadella segreta all'interno di una montagna fuori Metropolis e ne fece il suo quartier generale, come visto in Crisi infinita, dopodiché costruì anche una Fortezza della Solitudine paragonabile a quella della sua controparte di Terra-1.
Anni dopo, fu considerato "statista anziano" della comunità supereroica di Terra-Due, quella da cui la successiva generazione di supereroi si sarebbe ispirata e avrebbe preso come esempio di comportamento. Nella sua identità segreta come Clark Kent, Superman fece parte, con successo, del Daily Star, di cui fu nominato caporedattore negli anni cinquanta, rimpiazzando George Taylor.

### Compagni kryptoniani
Nel 1950, Superman incontrò altri tre sopravvissuti kryptoniani conosciuti come U-Ban, Kizo, e Mala. Erano tre fratelli membri del consiglio scientifico, esiliati da Krypton dopo il loro tentativo di conquistare il pianeta. Imprigionati in animazione sospesa in una camera intubatrice, furono in qualche modo rimessi in libertà. La liberazione dei tre portò alla creazione di una Terra contraffatta.
Nello stesso momento durante la Silver Age, la cugina di Superman, Kara giunse sulla Terra dopo un lunghissimo viaggio da Krypton. Quando suo padre Zor-L scoprì che Krypton stava per esplodere, la mise in una navicella spaziale diretta verso la Terra. Sebbene tutto ciò avvenne nello stesso istante in cui fu lanciata anche la navicella di Kal-El, la navicella di Kara viaggiò molto più lentamente, e arrivò sulla Terra decenni dopo l'atterraggio di suo cugino. La Symbionave di Kara fu disegnata per mantenerla in uno stato di stasi durante il viaggio e per fornirle un grado di esperienza di vita ed educazione in forma di realtà virtuale. Quando arrivò sulla Terra, Kara aveva l'aspetto di una ragazza alla fine dell'adolescenza e vicino all'età adulta.
La Symbionave fornì copie virtuali di Zor-L, Alura e dei kryptoniani della sua città natale, Kandor. Una volta che uscì dalla nave, questa realtà virtuale cessò di esistere. Solo Kara - Power Girl, come fu conosciuta in seguito - sapeva come interagire con questa realtà kryptoniana virtuale.

### Crisi sulle Terre infinite
Kal-L fu uno degli eroi provenienti dalle varie Terre che combatterono per salvare il Multiverso dalla distruzione durante gli eventi di Crisi sulle Terre infinite e fu presente alla battaglia alla fine del tempo in cui le ultime cinque Terre rimanenti si fusero in un singolo universo. Come risultato, Kal-L esisteva ancora e ancora ricordava la storia della sua vecchia realtà, sebbene nessuno in quella nuova ricordasse che lui fosse mai esistito.
Dopo essere stato in lutto per la morte di sua moglie e dei suoi amici di Terra-2, Kal-L si unì agli eroi rimanenti per la battaglia finale contro l'Anti-Monitor e l'Universo Anti-Materiale. Kal-L fu colui che diede il colpo finale che distrusse l'Anti-Monitor una volta per tutte.
Alexander Luthor di Terra-3, quindi, gli rivelò di aver salvato sua moglie dal collasso del Multiverso. Così, Alexander trasportò Kal-L, sua moglie, Superboy di Terra Prime, e sé stesso in una dimensione paradisiaca dove sigillò tutti e quattro dall'universo esterno.
Come tributo al Superman di Terra-2 prima che il personaggio di Superman fosse rinnovato da John Byrne nella miniserie Man of Steel, le origini di Kal-L furono rinarrate in Secret Origins n. 1 (aprile 1986), scritto da Roy Thomas e illustrato dall'ex disegnatore di Superman Wayne Boring.
Nella continuità post-Crisi, il ruolo di Kal-L nelle avventure della All-Star Squadron fu preso da Iron Munro della serie Young All-Stars. Il ruolo di Kal-L come membro più rispettato della Justice Society of America e la persona che trovò sua cugina Power Girl furono invece attribuiti rispettivamente alla Lanterna Verde della Golden Age Alan Scott e a Kal-L. Lee Travis (il primo Crimson Avenger) divenne il primo eroe in costume dell'universo post-Crisi dopo aver avuto la visione del futuro eroismo di Kal-L (e traendo da ciò l'ispirazione per la sua carriera eroistica).
Con il tempo, Kal-L sentì che la dimensione paradisiaca era più una prigione che un rifugio, e scoprì un portale che gli permise di lasciare la dimensione "paradiso" senza causare la distruzione dell'Universo.

### Crisi infinita
Kal fu inizialmente contento di vivere nella dimensione paradisiaca finché Lois non si ammalò. Quindi, Kal creò una replica di Metropolis e del palazzo degli uffici del Daily Star nel tentativo di aiutarla. Dopo che il tentativo fallì, Kal-L cominciò a credere alle affermazioni di Alexander riguardanti il fatto che quella strana dimensione si stava cibando delle loro anime. Alexander e Superboy di Terra Prime approfittarono della distrazione di Kal-L per la salute di Lois per evadere dalla dimensione "paradiso" e iniziare così il loro piano di ricreazione del Multiverso.
Costernato dal sempre più crescente deterioramento degli affari nel mondo, Kal-L insieme ai suoi tre compagni, decise di abbandonare l'auto esilio per dare una mano. Riuscì a creare una spaccatura attraverso la barriera cristallina che li separava dal resto della realtà.
Poi, Kal-L si incontrò con sua cugina Power Girl, spiegandole le sue vere origini, e convincendola a dargli man forte.
Dopo che i suoi ricordi ritornarono grazie al tocco di Lois di Terra-2, Kal-L spiegò a Power Girl il suo piano per riportare in vita la Terra-2. Kal-L tentò anche di farsi aiutare da Batman affermando che la sua sfiducia negli eroi proveniva dalla natura oscura di Terra-1, e promettendo di stare vicino a "Bruce" quando la Terra "vera" fosse ritornata. Batman, però, gli chiese se il Dick Grayson di Terra-2 fosse una controparte malvagia, e tentò di utilizzare l'anello di kryptonite contro di lui. Kal-L distrusse l'anello e partì.
Power Girl fu sbattuta al tappeto da Superboy-Prime dopo aver scoperto il doppio gioco di Alexander Luthor Jr., il cui piano era di ricostituire il Multiverso per cercare la Terra "perfetta". Alexander riuscì a ricostruire la Terra-2, cosa che permise a Kal-L, a Lois di Terra-2, e a tutti gli eroi originari di quella Terra di fare ritorno.
Poco dopo il loro ritorno, Lois di Terra-2 morì dopo aver detto a Kal-L di essere stata contenta di aver vissuto così a lungo. Kal-El sentì l'urlo di disperazione di Kal-L dalla Terra vicina ed investigò. Un Kal-L colpito dal lutto attaccò con furia Kal-El appena questi giunse e lo accusò di aver corrotto la Terra-2 come fece sulla sua Terra. Durante il combattimento, entrambi i Superman sperimentarono visioni lucide l'uno la vita dell'altro e tentarono di cambiare le cose sulle Terre opposte per il meglio. Tuttavia, fallirono entrambi.
Dopo la battaglia con Kal-El, Kal-L capì che un mondo perfetto non aveva bisogno di Superman e che Alexander lo stava usando per i propri scopi. Kal-L quindi sopravvisse al collasso delle Terre alternative nella Nuova Terra e fu testimone della morte di Kon-El, cosa che gli fece capire di aver incolpato il Superboy sbagliato.
Kal-L e Kal-El unirono le proprie forze per sconfiggere Doomsday e Bizzarro durante l'assalto della Società segreta dei supercriminali a Metropolis.
I due Supermen si allearono poi per sconfiggere Superboy-Prime trascinandolo nello spazio attraverso il sole rosso di Krypton, Rao (cosa che li indebolì tutti e tre), e quindi atterrando tutti e tre sul pianeta Lanterna Verde Mogo. Kal-L e Kal-El, senza poteri, combatterono contro Superboy-Prime sulla superficie di Mogo, dove Superboy-Prime picchiò selvaggiamente Kal-L fino alla morte.
Improvvisamente intervenne Kal-El che riuscì a sconfiggere Superboy-Prime, che fu imprigionato da numerose Lanterne Verdi. Kal-L trapassò tra le braccia di Power Girl dopo averle detto che sarebbe sempre stato al suo fianco ed aver sospirato "Lois" per l'ultima volta.

### La notte più profonda
Kal-L e sua moglie Lois Lane Kent della Terra-2 pre-Crisi ritornarono nell'universo DC come Lanterne Nere senza anima nel mezzo di La notte più profonda. Dopo aver ucciso un numero incalcolabile di abitanti di Smallville, attaccarono la famiglia Kent rapendo Martha e facendone un'esca per la sua controparte moderna e Conner Kent per un confronto. Kal-L e Lois affermarono che la loro intenzione, tra gli schemi di Mano Nera e del Corpo delle Lanterne Nere, era quella di riunire la famiglia con Jonathan Kent nella morte. Kal-L si dimostrò quasi indistruttibile, finché Conner non rubò la Maschera di Medusa dello Psico-Pirata divenuto una Lanterna Nera, utilizzando il suo potere di creare le emozioni per fare sì che l'anello nero del potere lasciasse il corpo di Superman di Terra-2, permettendogli di ritornare al suo stato di eroe commemorato ancora una volta.
Il cadavere di Kal-L fu portato nel quartier generale della Justice Society, lontano dalle Lanterne Nere, e sua moglie Lois tentò di avvicinarsi finché non le fu impedito da Power Girl. La Lanterna Nera Lois si sacrificò donando il suo anello nero a Kal-L perché potesse tornare a rivivere.

## Poteri e abilità
Superman possiede la superforza, la supervelocità, il superfiato, soffio congelante, superudito, supervista, può volare, ed è invulnerabile verso ogni forza, inclusi la magia, i poteri psionici e la kryptonite. Un'altra abilità aggiuntiva che il suo moderno opposto non possiede è l'abilità di modificare il suo volto e di assumere qualsiasi identità, come descritto in numerose storie della Golden e della Silver Age.
Originariamente, era significativamente più debole del Superman della Silver Age e del Superman di Terra-1 moderno; fu successivamente rivelato che i suoi poteri si svilupparono (o furono scoperti) più lentamente. Mentre inizialmente poteva compiere dei grandi balzi, Superman ottenne il pieno potere di volare alla fine degli anni quaranta. Quando Kal-L incontrò Kal-El alla fine degli anni sessanta, i due eroi erano a un livello di potere quasi pari. Tuttavia, quasi tutte le interpretazioni successive di Kal-L lo mostrarono con abilità ridotte, fra cui una sfiducia temporanea nella sua abilità di salto, quando fu alleato della Justice Society, in un caso che coinvolse sua cugina e il criminale immortale conosciuto come Vandal Savage.
Basato sulla prima origine di Superman e i successivi riferimenti a U-Ban, questo Superman proveniva da una razza di kryptoniani che possedevano naturalmente la superforza, l'abilità di compiere incredibili balzi, e alcune abilità visive per contrastare l'alta gravità di Krypton. La maggior parte delle storie di Superman di Terra-2 affermarono che i suoi poteri avevano origine nel suo retaggio kryptoniano e non nella metabolizzazione della luce solare e che ottenne i suoi poteri in un sistema solare dove il sole era rosso. Un'altra interpretazione contrastante affermò che i poteri di Kal-L svanivano in presenza di un sole rosso, come si può notare in Crisi infinita e in All-Star Comics.

### Come Lanterna Nera
L'anello nero del potere di Kal-L necessitava di essere ricaricato con i cuori degli esseri viventi all'interno dello Spettro emozionale. L'anello sembrò restituire a Kal-L tutti i suoi vecchi poteri come li avrebbe ottenuti un kryptoniano sotto un sole giallo, e diede al suo cervello la capacità di recuperare alcuni frammenti della sua vita passata. Però, indossando l'anello, Kal-L era sotto l'influenza di Nekron e dei suoi discepoli Scar e Mano Nera.

## Versioni alternative
Nel numero finale di 52, fu rivelato un nuovo Multiverso consistente di 52 realtà identiche. Tra le realtà parallele mostrate ne esiste una designata come "Terra-2". Come risultato del "mangiare" di Mr.Mind di alcuni aspetti di questa realtà, acquisì aspetti visivi simili alla Terra-2 pre-Crisi, incluso un Superman alternativo con gli altri personaggi della Justice Society. Tuttavia, i nomi dei personaggi e della squadra non furono mai menzionati nel pannello in cui comparvero.
Basato su un commento di Grant Morrison, questo universo alternativo non è la Terra-2 pre-Crisi.
Questa separazione fu confermata in Justice Society of America Annual n. 1 (2008) quando durante una battaglia tra la JSA e la Justice Society Infinity, fu rivelato che il Superman di questo universo scomparve per parecchi anni dopo una crisi massiccia. La Power Girl di Terra-2 post-Crisi lo cercò per anni.
Fu rivelato da Starman che il Superman di Terra-Due post-Crisi era ancora vivo ( Justice Society of America vol. 2 n. 23) nonostante sia scomparso, a differenza del Kal-L scomparso fisicamente.

## Altri media
Nell'episodio Legends della serie animata Justice League, la League si allea con la Justice Guild of America, un'analogia della Justice Society. Il membro della Guild Tom Turbine è una via di mezzo tra Kal-L e l'Atomo della Golden Age. Comparve anche nel videogioco Justice League Heroes come costume alternativo di Superman.